# Acantonamento

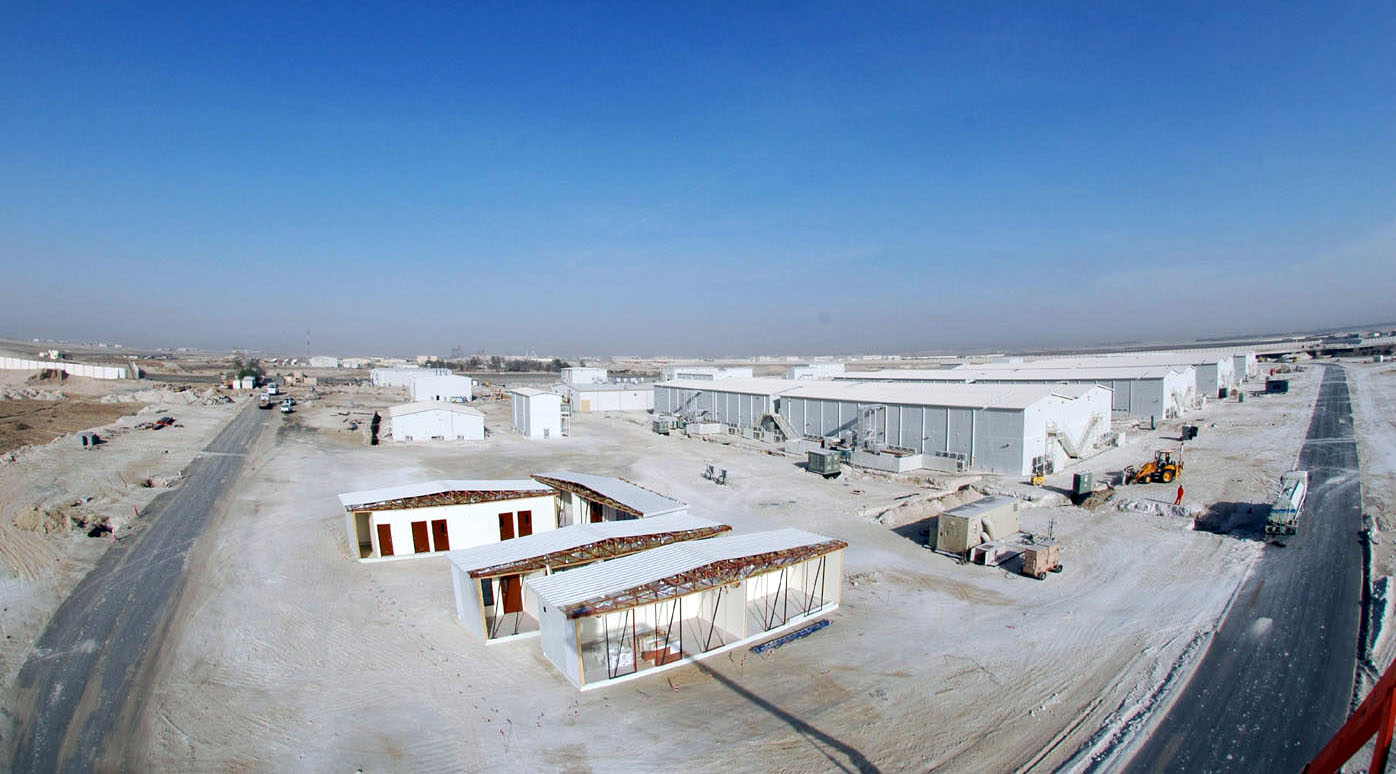
Um acantonamento estadunidense nos Emirados Árabes Unidos.

Acantonamento é um quartel militar temporário ou semipermanente. O acantonamento serve de base de apoio ou local de abrigo e alimentação da tropa. 

## Definição
A palavra acantonamento vem do francês canton, significando cantão ou distrito. Os acantonamentos geralmente utilizam construções provisórias, especialmente adaptadas para esse fim, ou construções permanentes, públicas ou privadas, devendo estas ser devidamente adquiridas ou requisitadas. Este último tipo é o que vem sendo mais utilizado pelo Brasil na missão das Nações Unidas para a estabilização no Haiti. Os acantonamentos podem ser utilizados como área de recuperação para tropas recém saídas de combate, preferencialmente a um acampamento, cuja infraestrutura é mais precária.
Na Ásia Meridional, o termo acantonamento costuma se referir a estações militares permanentes. Atualmente existem acantonamentos desta espécie em Bangladesh, Índia, Paquistão, África do Sul, Gana, Sri Lanka e Nepal.
No Escotismo, um acantonamento é um pernoite em algum lugar coberto, isto é, que não esteja ao ar livre.

## Campanha
Durante uma campanha militar, acantonamentos são locais de estacionamento das tropas por longos períodos. Como um exemplo, no início da campanha de Waterloo em 1815, enquanto o Duque de Wellington permanecia em seu quartel-general em Bruxelas, a maior parte de seu exército de 93.000 homens estava acantonada mais ao sul.